# Прибайкальский район
Прибайкальский район (бур. Байгал шадарай аймаг) — административно-территориальная единица и муниципальное образование (муниципальный район) в составе Республики Бурятия Российской Федерации.
Административный центр — село Турунтаево.

## География
Район располагается в восточном Прибайкалье. Площадь — 15 472,34 км². В административных границах района находится центральная часть озера Байкал, примыкающая к восточному берегу. Протяжённость с юго-запада на северо-восток — около 300 км; с северо-запада (берег Байкала) на юго-восток (водораздел хребта Улан-Бургасы) — около 70 км. Вся территория представляет собой горную страну с высотами от 600 до 2100 метров, окаймлённую хребтами: Морским, Хамар-Дабан, Улан-Бургасы, Голондинским.
Район пересекают на левобережье Селенги в юго-западной части — Транссибирская железнодорожная магистраль и федеральная автомагистраль Р258 (М-55) «Байкал», в центральной и северо-восточной части — региональная автодорога Р438 «Баргузинский тракт».
Сейсмичность — 8—9 баллов. Тектонические процессы не закончились, этим обусловлено наличие горячих источников в сёлах Горячинск и Ильинка, на которых созданы курорт «Горячинск» и санаторий «Ильинка». Есть несколько минеральных источников в местности Берёзовая на берегу озера Котокель, в долине реки Турки близ посёлка Золотой Ключ, а также источник Святой Ключ в Гурулёво.
Северная граница с Баргузинским районом проходит по водоразделу реки Турки (Голондинский хребет), пересекает Баргузинский тракт на 220-м километре в районе мыса Каткова. Восточная и юго-восточная границы с Баунтовским, Хоринским и Заиграевским районами проходит по горному хребту Улан-Бургасы. Северо-западная граница Прибайкальского района проходит по акватории озера Байкал, где район граничит с Иркутской областью. Западная и южная граница с Кабанским, Иволгинским и Заиграевским районами начинается от мыса Тонкого на берегу Байкала, далее пересекает горы Морского хребта, реку Селенгу, автомагистраль «Байкал» на 423 километре и Баргузинский тракт (в Улан-Бургасах) на 18-м километре от Улан-Удэ.
Расстояние от районного центра, села Турунтаево до самого отдалённого села Золотой Ключ — 150 км. Расстояния от райцентра до Горячинска — 123 км, до Соболихи — 125 км, до Турки — 108 км, до Ильинки — 32 км, до Комы — 12 км, до Гремячинска — 88 км, до Зырянска — 13 км, до Нестерово — 29 км, до Таловки — 41 км, до Татаурово — 19 км.
Входит в состав Улан-Удэнской агломерации
Водные ресурсы района
Все реки района относятся к бассейну Байкала / Енисея. В районе протекают реки: Селенга (длина реки, берущей начало в Монголии — 1024 км, в пределах района протяжённость её участка — около 50 км), Турка (272 км), Итанца (85 км), Ангир (55 км), Кика (82 км), Пьяная (43 км, с рекой Левая Пьяная), Кома (28 км), Большой Уналей (27 км), Иркилик (26 км), Таловка (29 км, с рекой Большая Таловка), Цивилей (22 км), Хаим, Коточик, Голонда, Ямбуй и др. Есть ряд небольших рек: Метешиха, Золотуха, Красичиха, Большая речка (Покровская), Кочевная, Батуринская, Нестеровская, Манжеевка, Налимовка, Безымянка и др.
Озеро Байкал: длина береговой линии в пределах Прибайкальского района — 124 км.
Озеро Котокель: площадь — 68,9 км², длина — 15 км, ширина — около 5 км. На территории района находятся также озера Колок, Малое и Большое Духовые и др.

## История

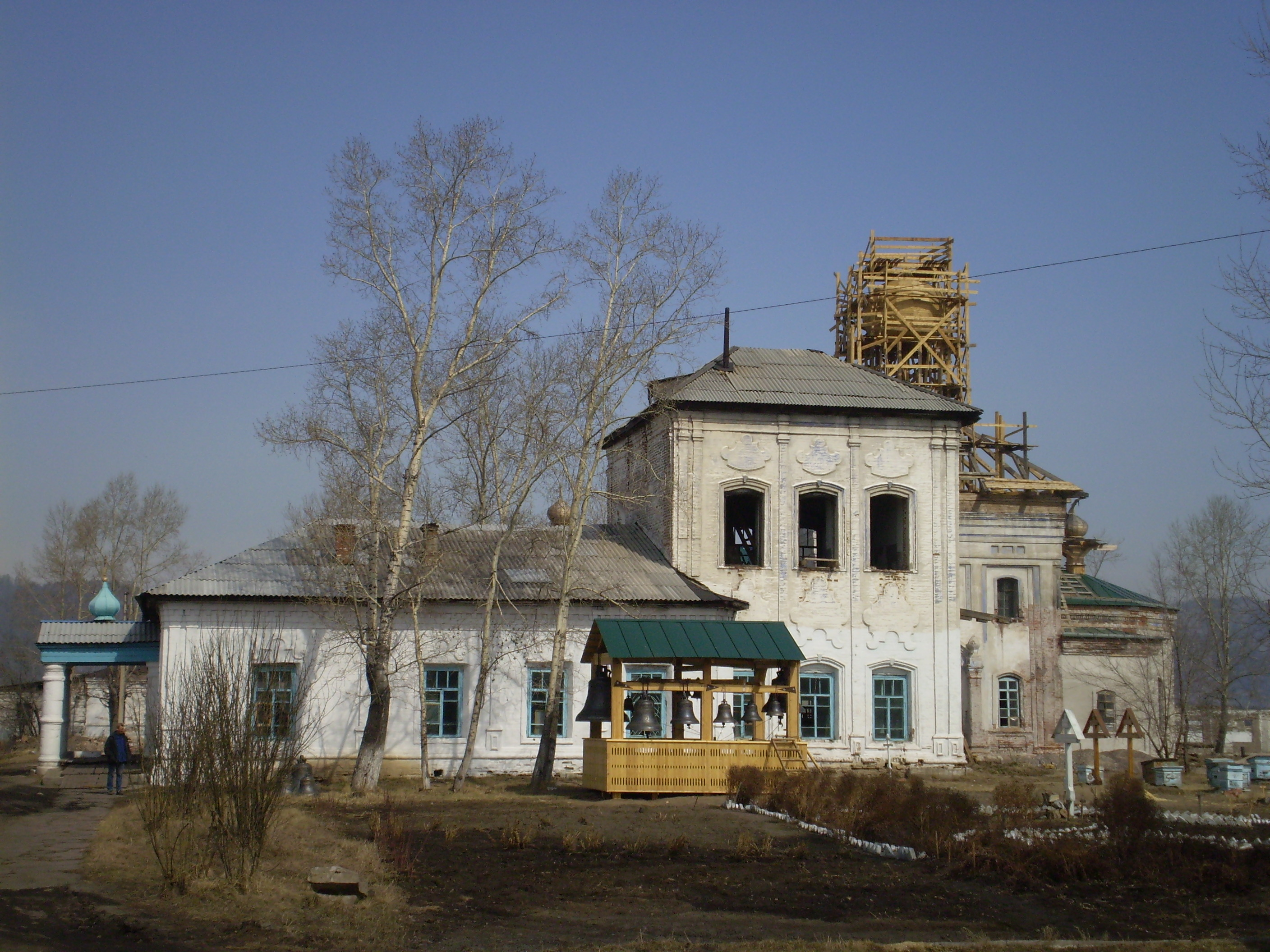
Свято-Троицкий Селенгинский мужской монастырь во время ремонта. Первое каменное здание за Байкалом.

Прибайкальский аймак Бурят-Монгольской АССР образован Указом Президиума Верховного Совета РСФСР от 12 декабря 1940 года путём выделения части территории Кабанского и Баргузинского аймаков. В состав Прибайкальского аймака вошли территории следующих сельсоветов: Усть-Баргузинского, Горячинского, Батуринского, Турунтаевского, Ильинского и Таракановского. Они утверждены Постановлением Секретариата Президиума Верховного Совета РСФСР от 2 июля 1942 года.
Усть-Баргузинский сельсовет передан в Баргузинский аймак Указом Президиума Верховного Совета РСФСР в 1945 году;
Таракановский сельсовет Указом Президиума Верховного Совета РСФСР от 16 июля 1957 года переименован в Таловский сельсовет;
Прибайкальский аймак был упразднён Указом Президиума Верховного Совета РСФСР от 1 февраля 1963 года с передачей его территории в состав Кабанского аймака и Прибайкальского промышленного аймака. 2 апреля 1963 года в состав Кабанского аймака включены Батуринский и Турунтаевский сельсоветы бывшего Прибайкальского аймака, а Посольский сельсовет передан в Прибайкальский промышленный аймак.
Прибайкальский аймак вновь образован Указом Президиума Верховного Совета РСФСР от 11 января 1965 года за счёт территории упразднённого Прибайкальского промышленного аймака и передачи части территории Кабанского аймака. Город Бабушкин, рабочие посёлки Выдрино, Селенгинск, Каменск и Танхой, а также Посольский сельсовет переданы из Прибайкальского аймака в Кабанский. Батуринский и Турунтаевский сельсоветы из Кабанского района переданы в Прибайкальский аймак.
Гремячинский сельсовет образован Указом Президиума Верховного Совета Бурятской АССР от 21 июля 1966 года путём разукрупнения Горячинского сельсовета;
Татауровский сельсовет образован Указом Президиума Верховного Совета Бурятской АССР от 21 июля 1966 года за счёт разукрупнения Ильинского сельсовета;
Итанцинский сельсовет образован Указом Президиума Верховного Совета Бурятской АССР от 26 декабря 1967 года за счёт разукрупнения Турунтаевского сельсовета;
Батуринский сельсовет Указом Президиума Верховного Совета Бурятской АССР от 27 декабря 1967 года переименован в Зырянский сельсовет;
Туркинский поселковый совет образован Указом Президиума Верховного Совета Бурятской АССР от 13 ноября 1974 года и упразднён Горячинский сельсовет. Тогда же Ильинский сельсовет приобрёл статус поселкового совета;
Нестеровский сельсовет образован Указом Президиума Верховного Совета Бурятской АССР от 29 июня 1976 года за счёт разукрупнения Зырянского сельсовета.
В октябре 1977 года Прибайкальский аймак Бурятской АССР переименован в Прибайкальский район.

## Население
| 1939    | 1959    | 1960    | 1961    | 1962    | 1963    | 1964    | 1965    | 1966    | 1967    | 1968    | 1969    |
| ------- | ------- | ------- | ------- | ------- | ------- | ------- | ------- | ------- | ------- | ------- | ------- |
| 18 800  | ↗24 200 | ↗26 800 | ↘26 300 | ↗27 600 | →27 600 | ↗27 700 | ↗27 800 | ↗28 200 | ↘27 700 | ↗28 400 | ↗28 500 |
| 1970    | 1971    | 1972    | 1973    | 1974    | 1975    | 1976    | 1977    | 1978    | 1979    | 1980    | 1981    |
| ↘28 000 | ↘27 100 | ↗27 400 | ↗28 300 | ↘27 900 | ↗28 000 | ↗28 100 | ↗28 400 | ↗28 800 | ↘27 800 | ↗28 000 | →28 000 |
| 1982    | 1983    | 1984    | 1985    | 1986    | 1987    | 1988    | 1989    | 1990    | 1991    | 1992    | 1993    |
| ↗28 200 | ↗28 900 | ↘28 800 | ↗29 400 | ↗29 700 | →29 700 | ↗30 100 | →30 100 | ↗30 200 | ↗30 600 | ↗30 700 | ↗31 000 |
| 1994    | 1995    | 1996    | 1997    | 1998    | 1999    | 2000    | 2001    | 2002    | 2003    | 2004    | 2005    |
| →31 000 | ↘30 800 | ↘30 600 | ↘30 400 | ↘30 200 | ↘29 900 | ↘29 500 | ↘29 300 | ↘28 205 | ↗28 600 | ↘28 400 | ↘28 200 |
| 2006    | 2007    | 2008    | 2009    | 2010    | 2011    | 2012    | 2013    | 2014    | 2015    | 2016    | 2017    |
| ↘27 900 | ↘27 700 | →27 700 | →27 700 | ↘26 856 | ↘26 780 | ↗26 904 | ↗26 935 | ↘26 840 | ↗26 890 | ↘26 847 | ↘26 756 |
| 2018    | 2019    | 2020    | 2021    | 2023    | 2024    | 2025    |         |         |         |         |         |
| ↘26 693 | ↘26 488 | ↘26 303 | ↘24 217 | ↘23 913 | ↘23 701 | ↘23 444 |         |         |         |         |         |

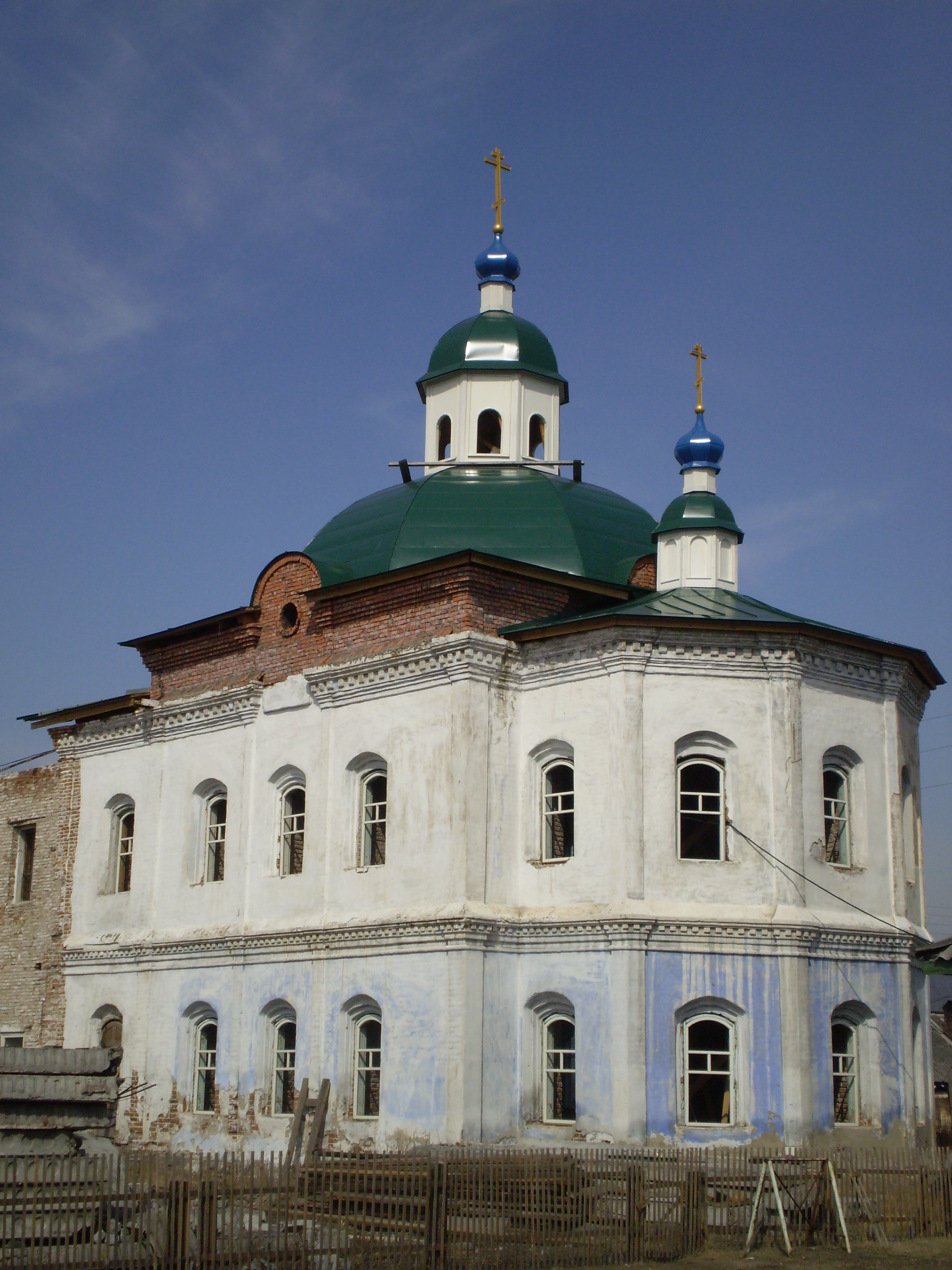
Церковь Святого Богоявления в селе Ильинка во время ремонта. Построена в 1800-е годы.

Согласно прогнозу Минэкономразвития России, численность населения будет составлять:
- 2024 — 27,03 тыс. чел.
- 2035 — 27,94 тыс. чел.

### Национальный состав
- русские — 94,6 %;
- буряты — 2,8 %;
- татары — 0,4 %;
- украинцы — 0,7 %;
- белорусы — 0,2 %;
- армяне — 0,2 %;
- азербайджанцы — 0,1 %;
- немцы — 0,1 %;
- другие народы — 0,9 %.

Плотность населения
Прибайкальский район является редко заселённой территорией. Средняя плотность населения составляет 0,02 чел/га. При этом всё население района проживает на 1,0 % его территории, где средняя плотность близка к 2,1 человека на гектар.

### Урбанизация
В районе 38 сельских населённых пунктов. Общий уровень урбанизации по состоянию на 1996 год составляет 19 %, что почти в два с лишним раза ниже, чем в целом по Бурятии (45 %, 1996 год). Признаки посёлков городского типа имеют населённые пункты Таловка, Татаурово, Турунтаево и Горячинск, с учётом которых уровень урбанизации района повышается до 60 % (1996 год), что несколько ниже, чем по России (73 %, 1996 год).

## Территориальное устройство

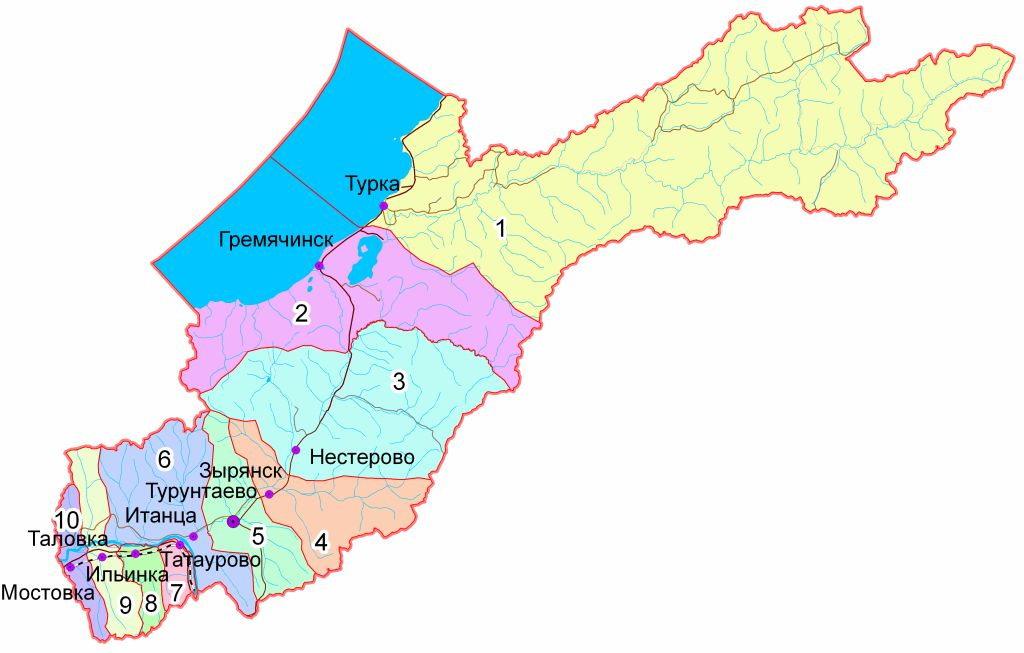
Сельские поселения муниципального района: 1 - Туркинское,
2 - Гремячинское,
3 - Нестеровское,
4 - Зырянское,
5 - Турунтаевское,
6 - Итанцинское,
7 - Татауровское,
8 - Ильинское,
9 - Таловское,
10 - Мостовское

Прибайкальский район разделён на 10 сельсоветов как административно-территориальные единицы.
Муниципальный район включает 10 муниципальных образований со статусом сельских поселений. Они соответствуют сельсоветам.
| №  | Сельское поселение | Административный центр      | Количество населённых пунктов | Население (чел.) | Площадь (км²) | Административно- территориальная единица |
| -- | ------------------ | --------------------------- | ----------------------------- | ---------------- | ------------- | ---------------------------------------- |
| 1  | Гремячинское       | село Гремячинск             | 5                             | ↗1050            | 3249,26       | Гремячинский сельсовет                   |
| 2  | Зырянское          | село Зырянск                | 3                             | ↘776             | 793,63        | Зырянский сельсовет                      |
| 3  | Ильинское          | село Ильинка                | 2                             | ↘4202            | 158,77        | Ильинский сельсовет                      |
| 4  | Итанцинское        | село Кома                   | 7                             | ↘1868            | 979,46        | Итанцинский сельсовет                    |
| 5  | Мостовское         | село Мостовка               | 2                             | ↗932             | 231,75        | Таловский сельсовет                      |
| 6  | Нестеровское       | село Нестерово              | 4                             | →1230            | 2044,16       | Нестеровский сельсовет                   |
| 7  | Таловское          | посёлок при станции Таловка | 3                             | ↘2512            | 387,66        | Таловский сельсовет                      |
| 8  | Татауровское       | посёлок Татаурово           | 3                             | ↘2544            | 127,88        | Татауровский сельсовет                   |
| 9  | Туркинское         | село Турка                  | 4                             | ↘2276            | 630,00        | Туркинский сельсовет                     |
| 10 | Турунтаевское      | село Турунтаево             | 5                             | ↘6311            | 6908,00       | Турунтаевский сельсовет                  |

## Населённые пункты
В Прибайкальском районе 38 населённых пунктов.
| №  | Населённый пункт | Тип                 | Население | Сельское поселение |
| -- | ---------------- | ------------------- | --------- | ------------------ |
| 1  | Ангир            | село                | →229      | Зырянское          |
| 2  | Батурино         | село                | ↗45       | Нестеровское       |
| 3  | Бурдуково        | село                | ↘50       | Итанцинское        |
| 4  | Бурля            | посёлок             | ↘43       | Зырянское          |
| 5  | Горячинск        | село                | ↗967      | Туркинское         |
| 6  | Гремячинск       | село                | ↗846      | Гремячинское       |
| 7  | Гурулёво         | село                | ↗231      | Нестеровское       |
| 8  | Еловка           | посёлок             | ↘320      | Татауровское       |
| 9  | Засухино         | село                | ↗46       | Турунтаевское      |
| 10 | Золотой Ключ     | посёлок             | ↘95       | Туркинское         |
| 11 | Зырянск          | село                | ↗661      | Зырянское          |
| 12 | Ильинка          | село                | ↘4202     | Ильинское          |
| 13 | Иркилик          | село                | ↗535      | Турунтаевское      |
| 14 | Исток            | посёлок             | ↘142      | Гремячинское       |
| 15 | Итанца           | посёлок             | ↘1022     | Итанцинское        |
| 16 | Карымск          | село                | ↗258      | Турунтаевское      |
| 17 | Кика             | посёлок             | ↘508      | Нестеровское       |
| 18 | Клочнево         | село                | ↗12       | Итанцинское        |
| 19 | Кома             | село                | ↘743      | Итанцинское        |
| 20 | Котокель         | посёлок             | ↘145      | Гремячинское       |
| 21 | Лесовозный       | разъезд             | ↘97       | Ильинское          |
| 22 | Лиственничное    | село                | ↘161      | Итанцинское        |
| 23 | Мостовка         | село                | ↘889      | Мостовское         |
| 24 | Нестерово        | село                | ↗540      | Нестеровское       |
| 25 | Острог           | село                | ↘100      | Итанцинское        |
| 26 | Покровка         | село                | ↘242      | Итанцинское        |
| 27 | Соболиха         | посёлок             | ↘186      | Туркинское         |
| 28 | Старое Татаурово | село                | ↘992      | Татауровское       |
| 29 | Таловка          | посёлок при станции | ↘1956     | Таловское          |
| 30 | Таловка          | село                | ↘161      | Мостовское         |
| 31 | Татаурово        | посёлок             | ↘1810     | Татауровское       |
| 32 | Троицкое         | село                | ↗497      | Таловское          |
| 33 | Турка            | село                | ↘1450     | Туркинское         |
| 34 | Турунтаево       | село                | ↘5628     | Турунтаевское      |
| 35 | Халзаново        | село                | ↘120      | Турунтаевское      |
| 36 | Черёмушка        | посёлок             | ↘68       | Гремячинское       |
| 37 | Югово            | село                | ↘428      | Таловское          |
| 38 | Ярцы             | посёлок             | ↘80       | Гремячинское       |

## Социально-экономические показатели
Прибайкальский район довольно высоко, по сравнению с другими районами республики, обеспечен коммуникациями внешнего транспорта, которые в современных условиях существенно влияют на развитие отраслей сельского хозяйства, удовлетворение потребностей района в грузовых и пассажирских перевозках. Кроме того, транспортная сеть тесно связана с формированием архитектурно-планировочного облика сельских населённых пунктов, улучшением санитарно-гигиенических, культурно-бытовых и эстетических условий проживания населения.
Согласно проведённому проектным бюро ОАО «Бурятгражданпроект» анализу, среди шести наиболее развитых районов республики (Прибайкальский, Кабанский, Иволгинский, Тарбагатайский, Заиграевский, Селенгинский) Прибайкальский район занимает 2-3 место по основным показателям. В том числе: по размеру территории — 1 место, по численности населения — 4 место, обеспеченности жильём — 1 место, выпуску промышленной продукции — 3 место, численности занятого населения — 2 место.

### Экономика
На территории района работает 416 предприятий — юридических лиц, и 462 предпринимателя. Удельный вес промышленности в экономике района значительно превышает сельскохозяйственное производство.

## Транспорт
На территории Прибайкальского района функционируют все виды транспорта: железнодорожный, автомобильный, водный и воздушный. Протяжённость транспортных путей составляет в пределах Прибайкальского района: железных дорог — 42 км, водных путей — 48 км, автодорог с твердым покрытием — 258 км.

### Железнодорожный транспорт

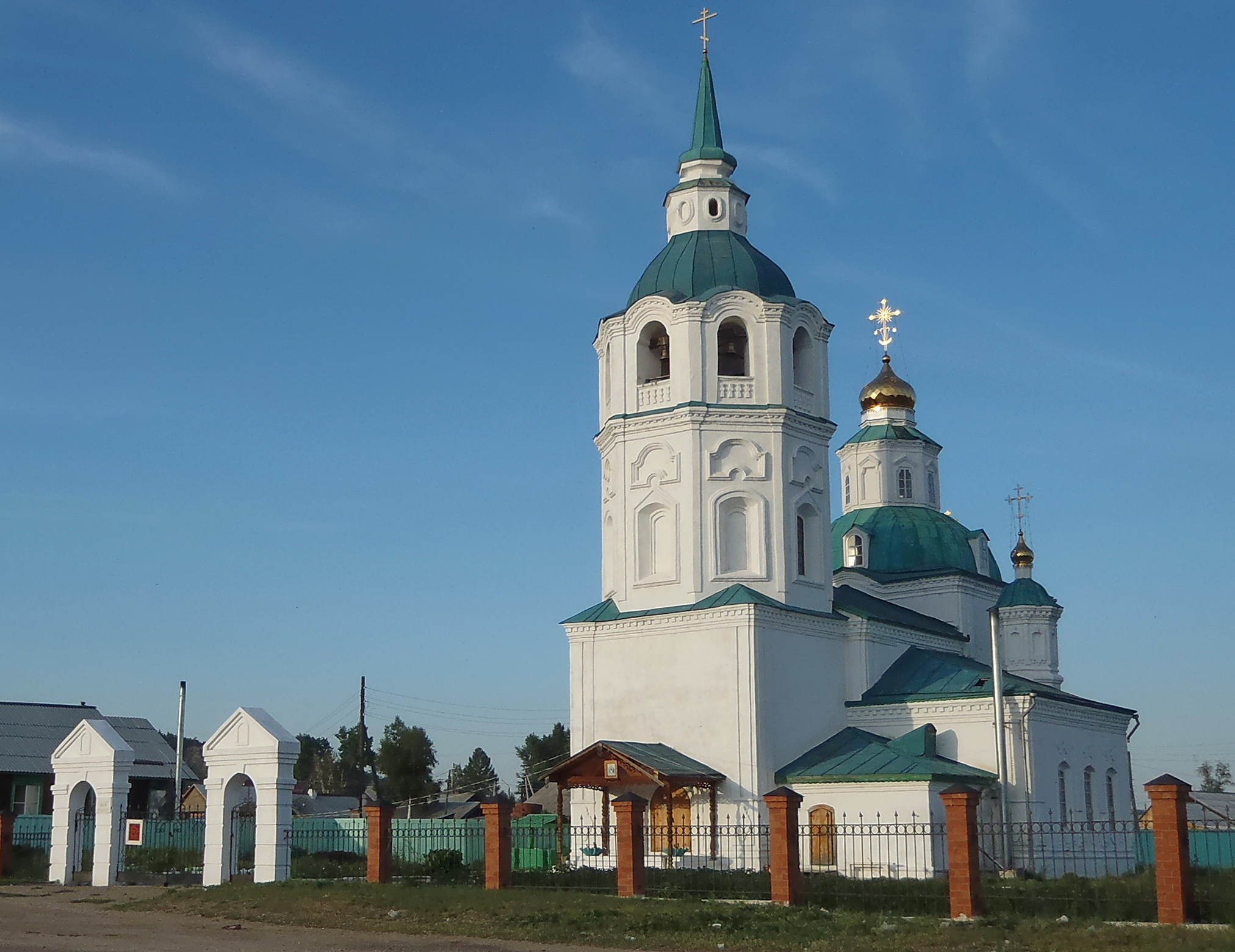
Спасская церковь в Турунтаево. Строительство началось 10 июня 1791 года. Памятник архитектуры.

В юго-западной части района, по левому берегу реки Селенги проходит Транссибирская магистраль, протяжённостью 48 км, с расположенными на ней станциями Татаурово, Таловка и Лесовозный. На станции с предприятий района поступает готовая продукция сельского хозяйства и лес. Со станций в район поступает сырьё, оборудование, строительные материалы, уголь, нефтепродукты, минеральные удобрения. Грузооборот в 1995 году по железнодорожной станции Татаурово составлял 145 тыс. тонн.
В пригородном сообщении используются электропоезда и поезда на тепловозной тяге из 6—8 четырёхосных пассажирских вагонов. Наибольший пассажиропоток действует в западном направлении.

### Водные пути
Судоходной рекой в Прибайкальском районе является река Селенга. Удобное направление реки по территории района, связь с озером Байкал, делает её важной транспортной артерией для большинства прибрежных населённых пунктов. Основными пристанями на Селенге являются Татаурово, Ильинка. Здесь размещены перевалочные базы леса, строительных материалов, нефтепродуктов.
По озеру Байкал производятся перевозки леса, нефтепродуктов, цемента и других строительных материалов. Оно является основным связующим звеном между промышленными городами — Иркутском, Ангарском, Шелеховом, Усольем-Сибирским и другими, с главным портом БАМа на Байкале Нижнеангарском.
Имеется пристань, расположенная в районе села Турка и пристань рыбзавода в селе Гремячинске, которые, при их расширении и благоустройстве, смогут принимать пассажиров и туристов. Для последних в Ярцах и на озере Котокель планируется закладка дополнительных причалов.

### Воздушный транспорт
На территории района, в 160 км от города Улан-Удэ, расположен аэродром Горячинск. Класс аэродрома — Д. Взлётная полоса размером 1300 м×90 м с грунтовым покрытием может принимать самолёты типа Ан-2, Л-410, вертолёты всех типов. В 1990 году лётное поле было отремонтировано. С 1991 года, ввиду нерентабельности, аэродром принимал только экстренные санитарные рейсы, пассажирские перевозки были закрыты, здание аэропорта сдано в аренду.
По проекту генплана предусматривается возрождение аэропорта. Улан-Удэнскому авиапредприятию рекомендуется в перспективе повысить техническую оснащённость, бетонирование взлётно-посадочной полосы, благоустройство привокзальной территории, усовершенствование метеослужбы, службы навигации, хранение ГСМ и т. п. Необходимо рассмотреть вопрос о приобретении нового, более комфортного и прогрессивного самолёта типа Ил-114 или Дорнье-327. Предполагается, что в перспективе деятельность аэропорта возобновится.

### Автомобильный транспорт

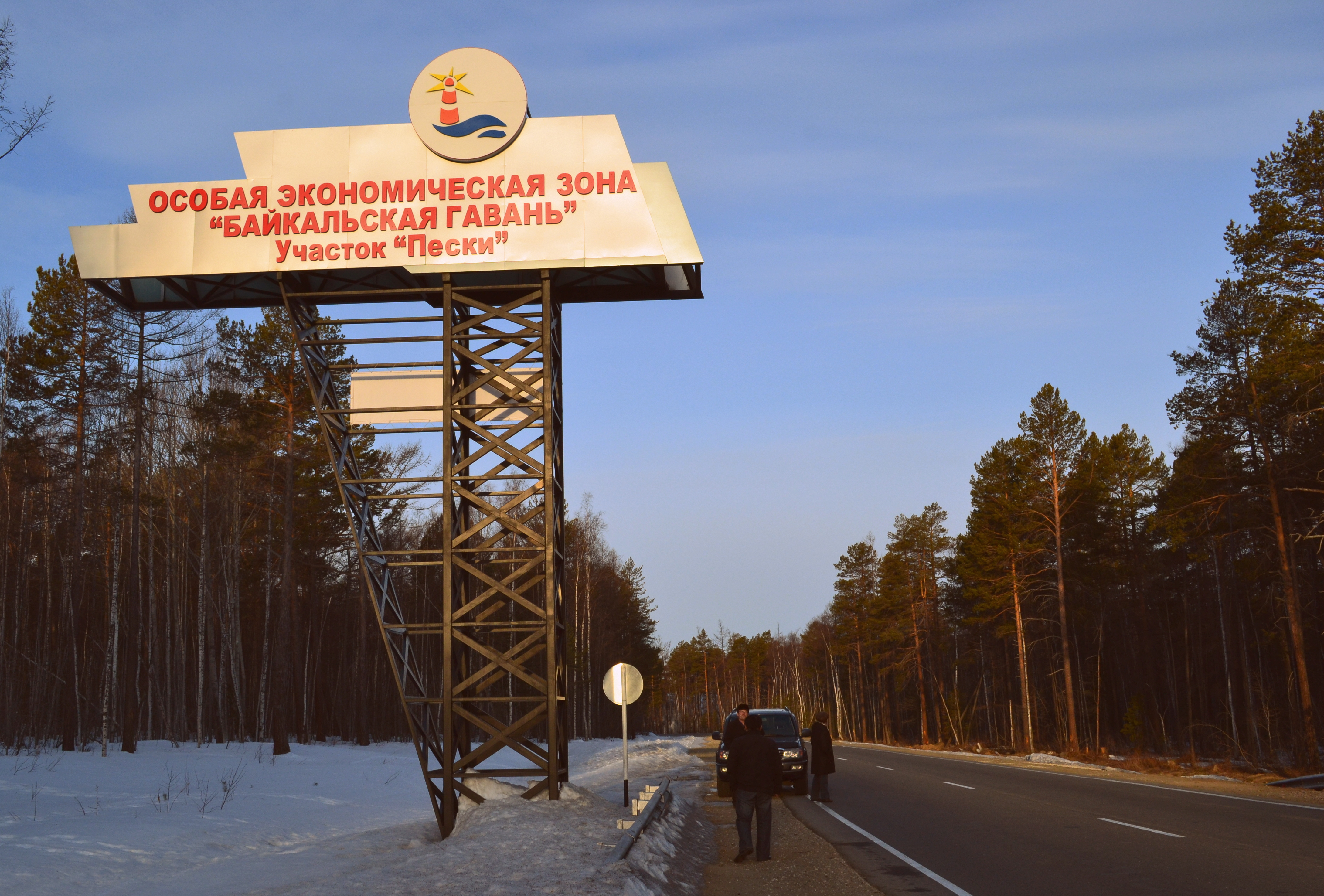
Баргузинский тракт

Автодорожная сеть Прибайкальского района состоит из дорог федерального, республиканского, местного значений, общим протяжением 348 км. Основной транспортной артерией является автомобильная дорога федерального значения Р258 «Байкал», III технической категории, с твёрдым асфальтобетонным покрытием, проходящая по юго-западу района, протяжённостью 48 км.
Автомобильная дорога Р438 «Баргузинский тракт» (Улан-Удэ — Турунтаево — Курумкан — Улюнхан) относится по классификации к республиканским автодорогам и является основным средством связи между населёнными пунктами, расположенными вдоль неё, а также со столицей Бурятии — городом Улан-Удэ. Протяжение её по Прибайкальскому району — 183 км. Трасса расположена в основном среди средневысотных гор, для которых характерна большая тектоническая активность и высокая сейсмичность. Автомобильная дорога находится в 1-й дорожно-климатической зоне. Климатические условия суровые, резко континентальные, средняя температура холодного периода −24,1 °C, тёплого — +16,6 °C. В зону тяготения Баргузинского тракта входят подъезды местного и республиканского значения.
Автодорога Турунтаево — Острог — Покровка — Шергино по значению отнесена к автодорогам местного значения, её протяжённость 89 км, из них 60 км проходит в границах Прибайкальского района. По автодороге можно выйти в Кабанский район, к берегу Байкала и дельте Селенги, а также к федеральной магистрали «Байкал» по автомобильному мосту через Селенгу у села Тресково.
Автодорога Р439 Турунтаево — Татаурово, протяжением 18 км, относится к автодорогам местного значения, является для Прибайкальского района ближайшим выходом к железнодорожной станции Татаурово, предприятиям строительной индустрии. Кроме того, по дороге осуществляется перевозка леса лесозаготовительными предприятиями правобережья на Селенгинскую лесобазу. Движение транспорта общего пользования через реку Селенгу у посёлка Татаурово производится по паромной переправе. Грузоподъемность существующего парома — 75 тонн, буксируется двумя катерами. Вместимость его в расчёте на грузовые автомобили типа ГАЗ-53 — 6 шт. Общая длина пути паромной переправы — 1,6 км, простой автомашин в ожидании парома — 0,5—1,2 часа. В зимний период движение транспорта производится по ледовой переправе.
| Расписание движения парома через реку Селенга вблизи станции Татаурово | Расписание движения парома через реку Селенга вблизи станции Татаурово |
| Отправление с левого берега                                            | Отправление с правого берега                                           |
| ---------------------------------------------------------------------- | ---------------------------------------------------------------------- |
| -                                                                      | 8 ч 00 мин                                                             |
| 9 ч 00 мин                                                             | 10 ч 00 мин                                                            |
| 11 ч 00 мин                                                            | 13 ч 00 мин                                                            |
| 14 ч 00 мин                                                            | 15 ч 00 мин                                                            |
| 16 ч 00 мин                                                            | 17 ч 00 мин                                                            |

## Землеустройство
Из общей площади района (1544,2 тыс. га) на долю лесных земель приходится 1166,7 тыс. га, земли сельскохозяйственного назначения — 82,0 тыс. га, населенных пунктов- 13,6 тыс. га, промышленности, транспорта, связи, радиовещания и телевидения — 2,5 тыс. га, водного фонда — 276,6 тыс. га, особо охраняемые — 0,18 тыс. га, земли запаса- 2,6 тыс. га, сельхозугодия занимают 29,1 тыс. га., из них под пашней находится 13,4 тыс. га.
Зона особо охраняемых территорий включает земли природоохранного назначения — заказник «Прибайкальский», водоохранные, запретные и нерестоохранные полосы, земли, занятые редкими ландшафтами, лесами, выполняющими защитные функции, другие земли из системы охраняемых природных территорий.

## Туризм

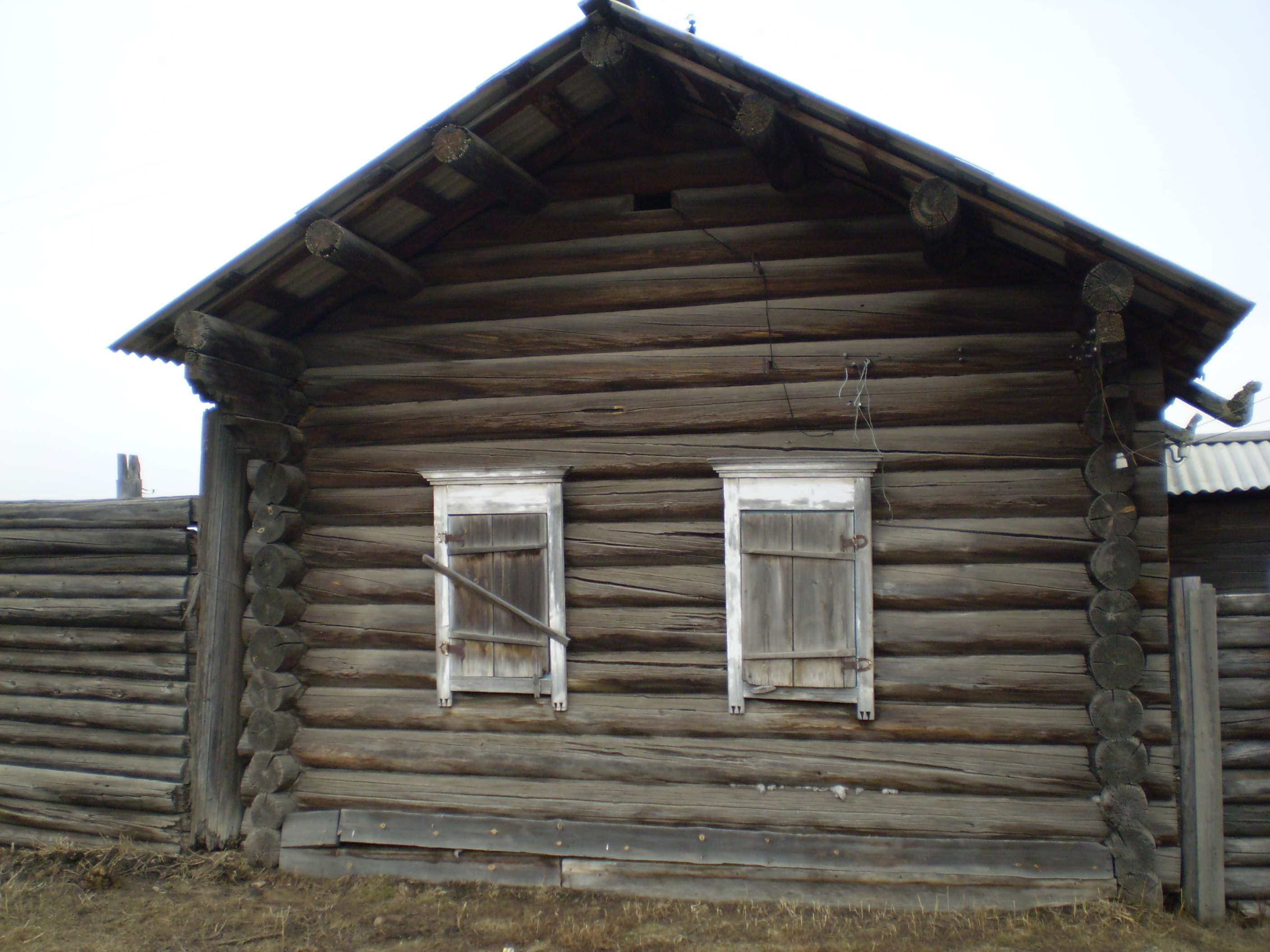
Дом Курдюкова в селе Покровка. Памятник архитектуры.

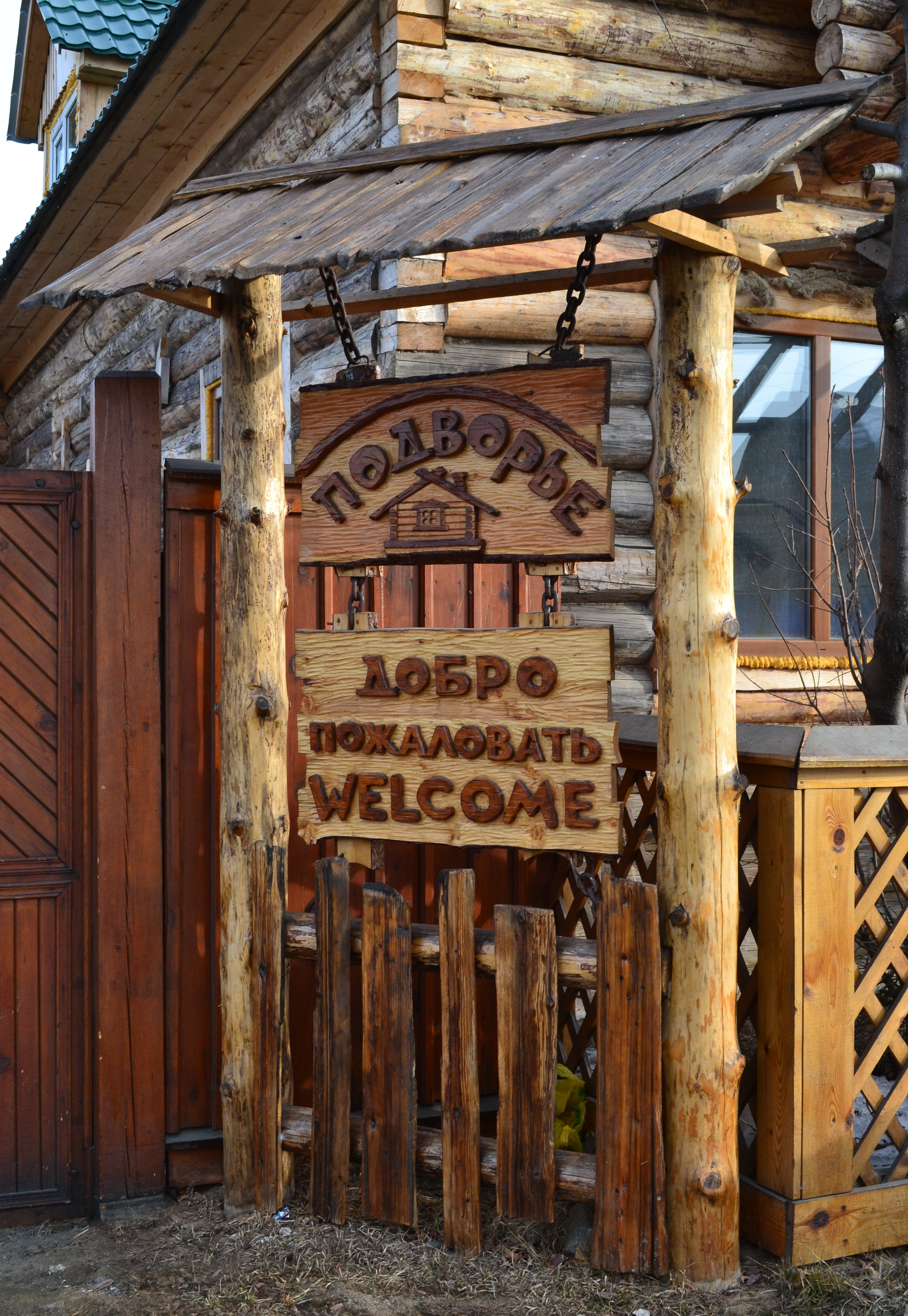
Гостевой дом в Горячинске

Туризм — одна из важнейших отраслей экономики района. Постановлением правительства Российской Федерации от 3 февраля 2007 года на территории муниципального района создана особая экономическая зона туристско-рекреационного типа «Байкальская гавань».
На сферу туризма приходится около 7 % суммарных капитальных вложений, каждое 16-е рабочее место, 11 % мировых потребительских расходов и 5 % всех налоговых поступлений. В большинстве стран, где активно развивается сфера туризма, государство оказывает ей существенную поддержку — от прямых инвестиций, направленных на формирование объектов инфраструктуры налоговых и таможенных льгот, стимулирующих приток инвестиций, расширение внутреннего и въездного туризма.
На территории Прибайкальского района создано 4 места массового отдыха: местность Хаим, береговая линия «Ворота к Байкалу» в с. Гремячинск, парковые зоны сел Турка, Горячинск.
Одним из самых интересных и необычных памятников природы восточного побережья Байкала является скала «Каменная Черепаха». Природная скульптура, напоминающая черепаху с вытянутой шеей, расположенная на северной окраине поселка Турка.
Также достопримечательностями Прибайкальского района являются:
- Маяк в Байкальской гавани. Расположен на берегу устья р. Турка. Его строительство начато в 2014 году, возведён за 6 месяцев. От фундамента до шпиля 26 метров.
- Сретенский женский монастырь в с. Батурино — единственная женская православная обитель Бурятии,
- Свято-Троицкий Селенгинский монастырь в селе Троицкое,

Для развития туристско-рекреационного комплекса Прибайкальского района обладает богатейшим уникальным потенциалом. Байкал и его побережье, оз. Котокель и оз. Колок, предгорье хребта Улан-Бургасы представляют исключительную ценную в рекреационном отношении территорию.
Особое достоинство района — большое количество термальных и минеральных источников, своеобразный микроклимат побережья озера, общее оздоровляющее воздействие на организм отдыхающих, суммы природно-климатических и эстетических факторов.
Уникальные исторические и природные памятники, большие охотничьи угодья позволяют развивать познавательный экологический и спортивный туризм, альпинизм, охоту, создают великолепные условия для оздоровительного отдыха. Общая потенциальная ёмкость всех видов туризма в районе оценивается в 650,0 тыс. человеко-дней в год. На территории района функционирует широко известный курорт «Горячинск», несколько десятков туристических баз и домов отдыха, находящихся в Байкало-Котокельской рекреационной зоне.
3 февраля 2007 года Правительством Российской Федерации принято постановление № 68 О создании на территории муниципального образования «Прибайкальский район» Республики Бурятия особой экономической зоны туристско-рекреационного типа «Байкальская гавань».

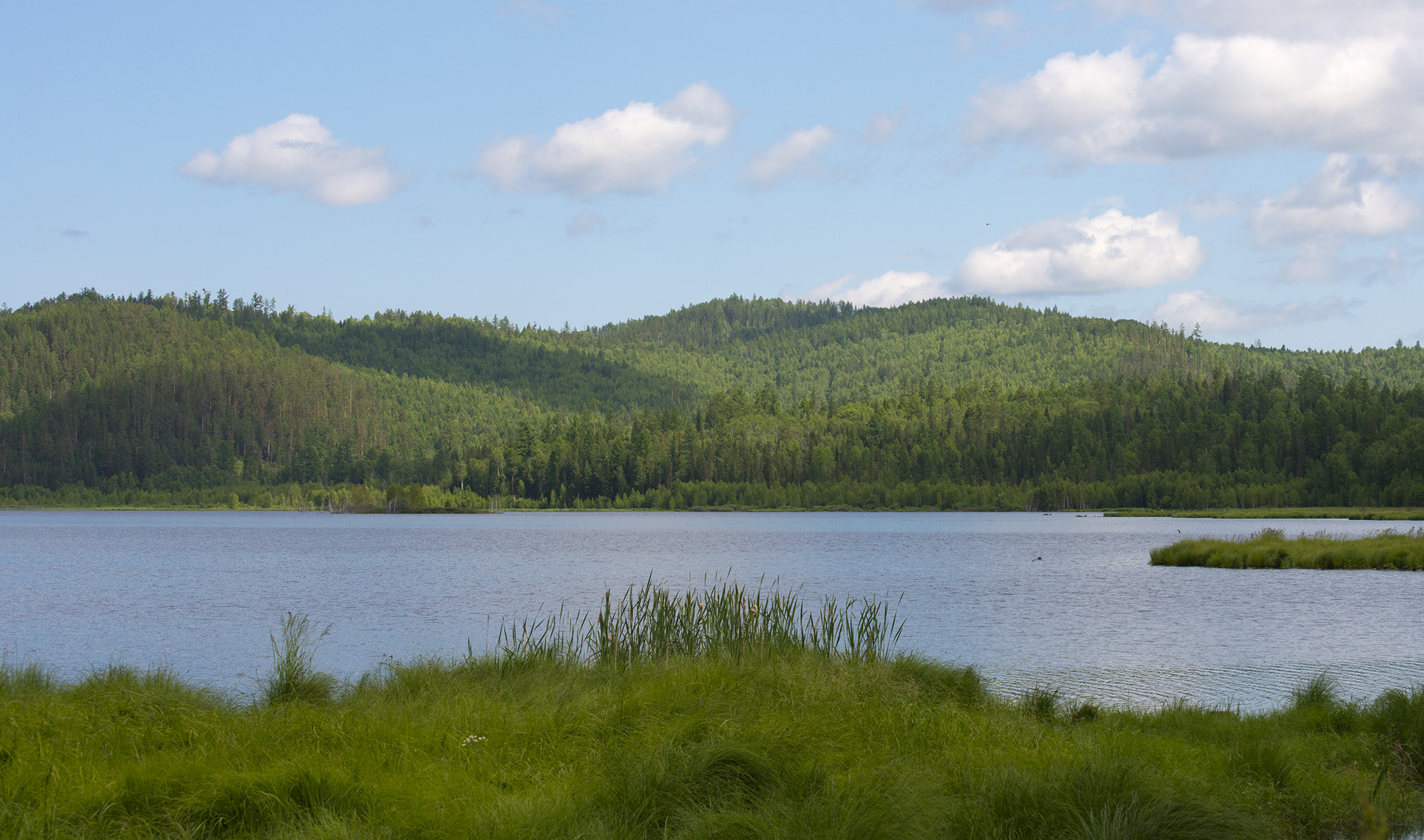
Озеро Колок
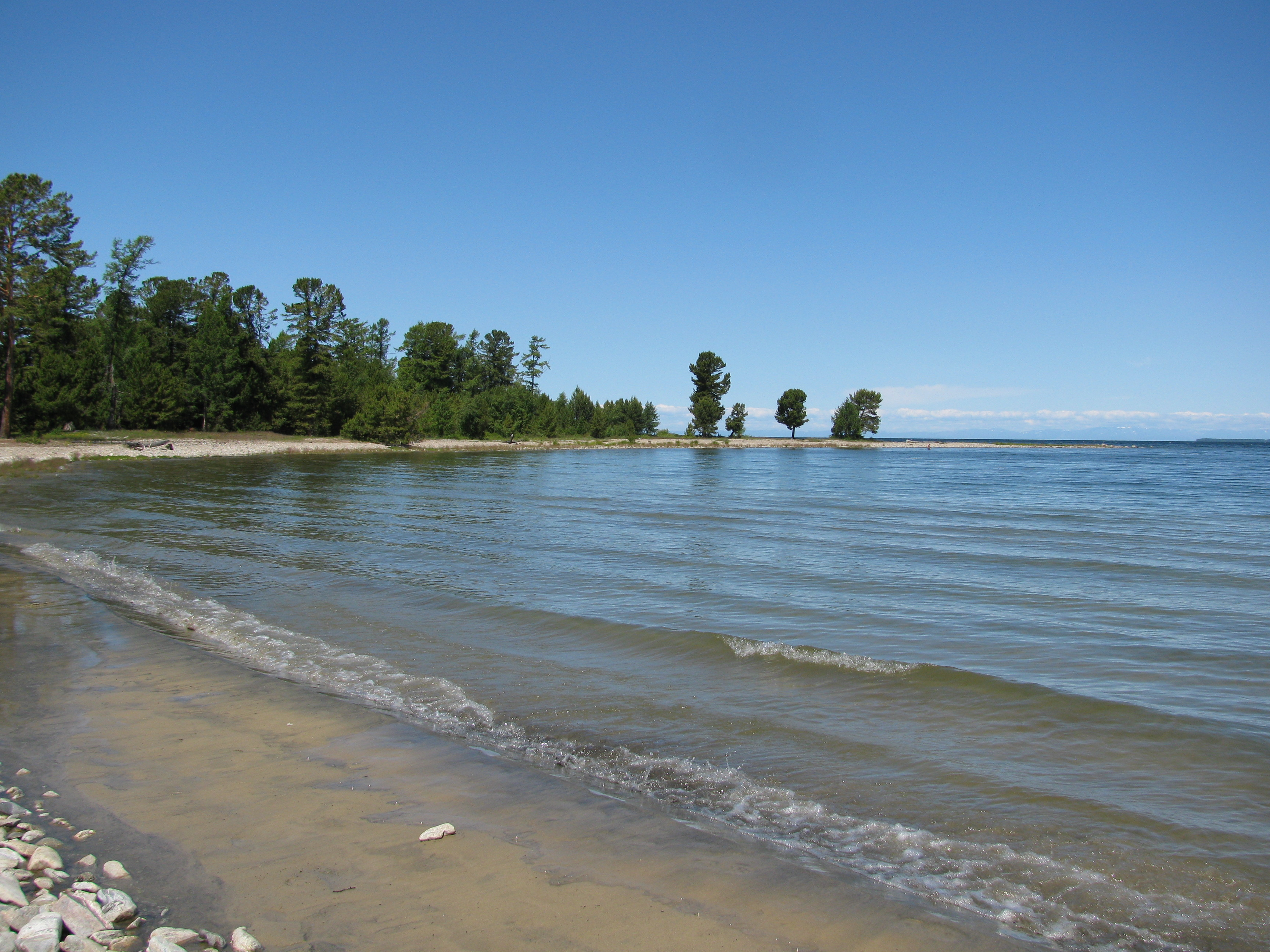
Песчаный пляж в Горячинске
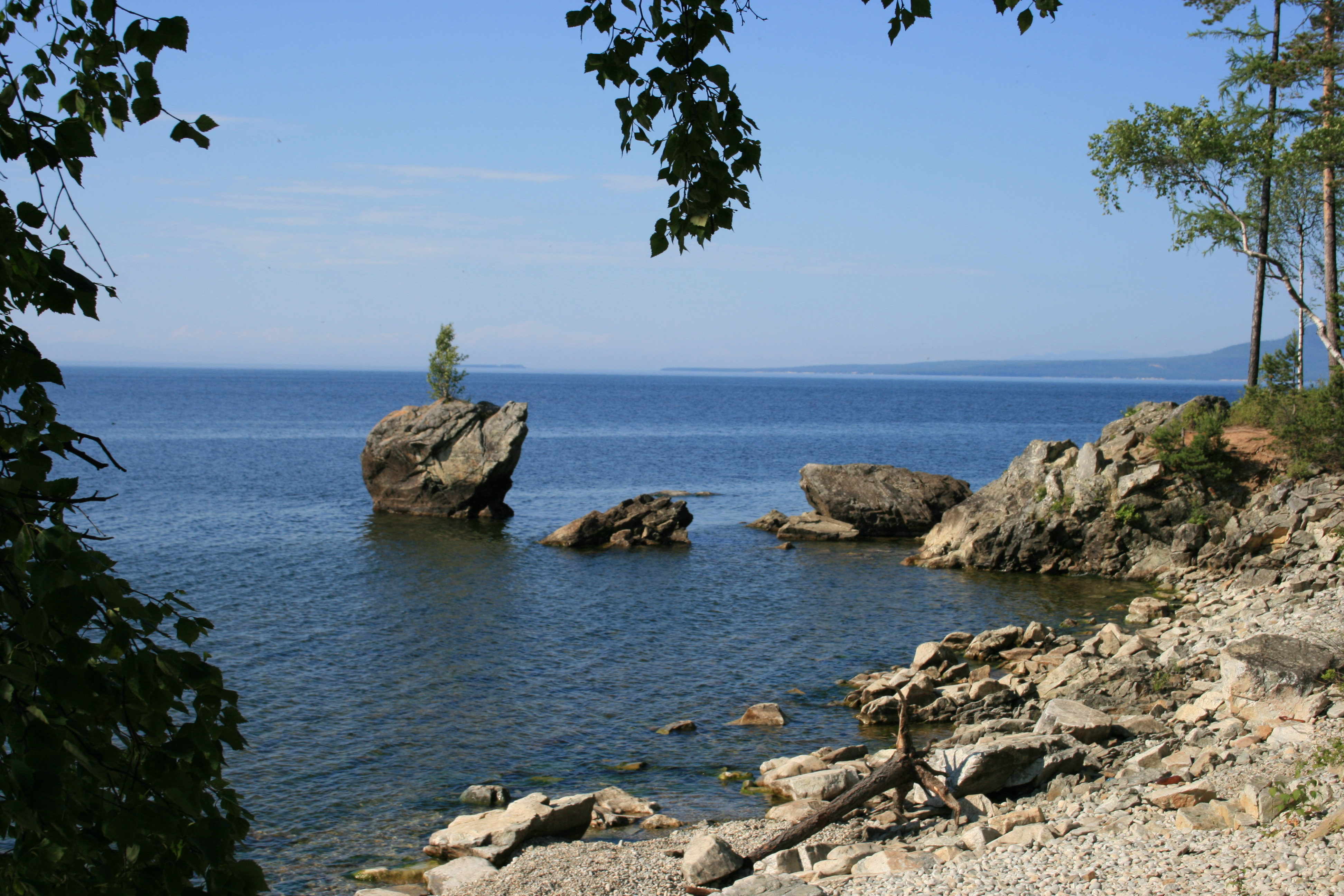
«Каменная Черепаха»
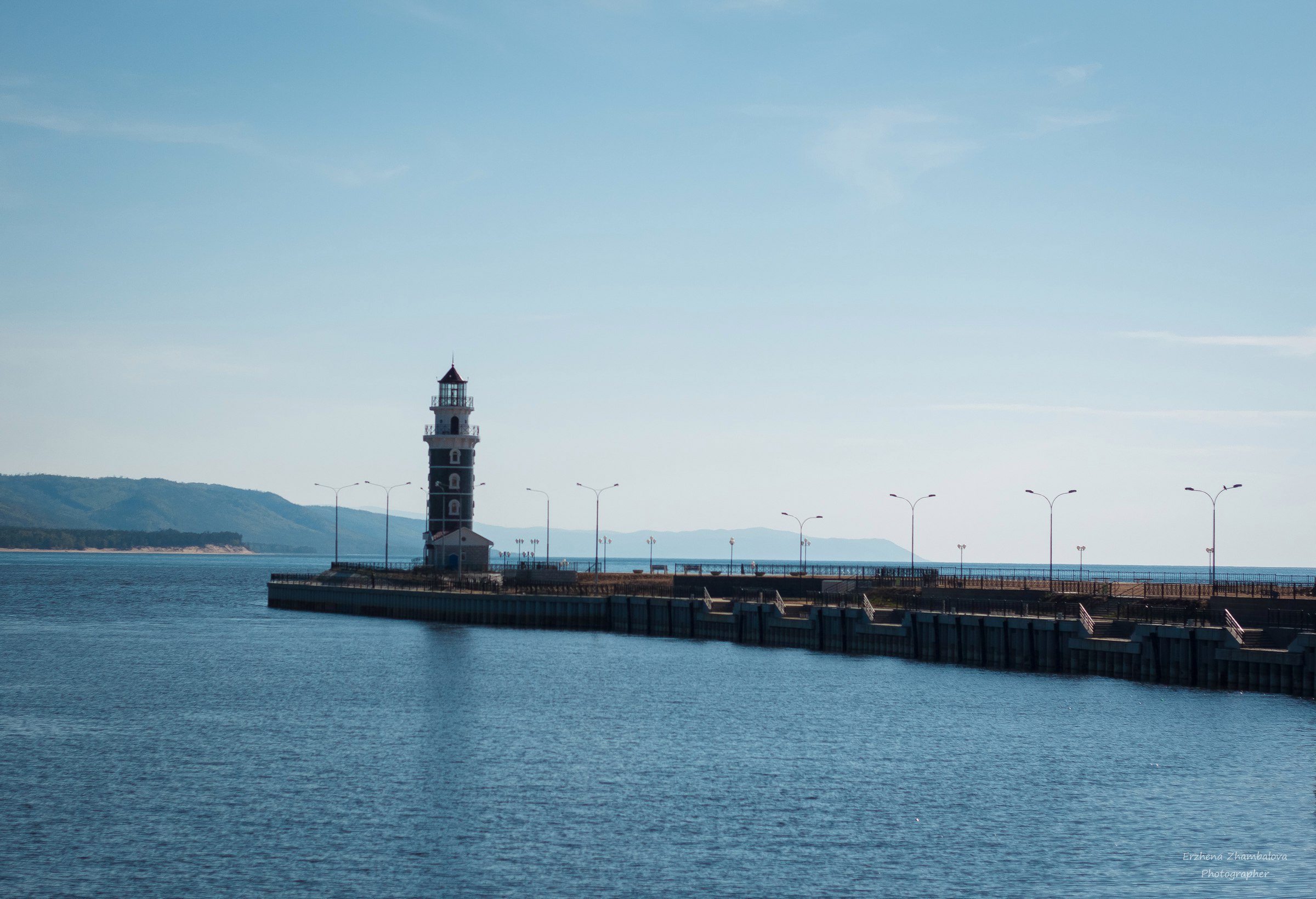
Маяк в Байкальской гавани